# Ola Johansson (bandyspelare)
Ola Johansson, född 2 april 1957, bror till Hans Elis Johansson och son till Elis Johansson, är en svensk tidigare bandyspelare. 
Hans moderklubb var det svenska laget Edsbyns IF, där han också var framgångsrik tränare med 5 raka SM-guld (2004 - 2008). 
Johansson spelade för svenska landslaget, där han blev världsmästare tre gånger: 1981 i Chabarovsk i det dåvarande Sovjetunionen, 1983 i Finland och 1987 i Sverige. Han spelade också i IF Boltic och Västerås SK under sin storhetstid. Han har gjort 368 allsvenska mål och är två gånger utsedd till årets man i svensk bandy, 1983 och 1988. Han har tio SM-guld som spelare: ett med Edsbyns IF, sex med IF Boltic och tre med Västerås SK. Han har spelat 117 landskamper och gjort 62 landskampsmål. Han är stor grabb nr 178.